# عبد الحميد السائح
عبد الحميد السائح (1907 - 2001) رئيس المجلس الوطني الفلسطيني في الفترة بين 1984 إلى 1996.

## النشأة
ولد في مدينة نابلس عام 1907، حيث درس جزءًا من المرحلة الابتدائية في مدرسة الخان في نابلس والجزء الآخر في المدرسة الرشادية الشرقية وحصل على شهادة العالمية من الأزهر وشهادة التخصص من مدرسة القضاء الشرعي.

## عمله
عمل مدرساً للغة العربية في إربد، وفي عام 1932 عين الشيخ السائح قاضياً شرعياً بالوكالة لمحكمة نابلس، ومن ثم عين قاضياً لمحكمة نابلس الشرعية وسكرتيراً للمجلس الإسلامي الأعلى وقاضياً شرعياً لمحكمة القدس الشرعية ورئاسة الاستئناف ومديرية الشرعية، وعين أيضاً عضواً في الوفد الأردني لدى الأمم المتحدة وعين أيضًا وزير الأوقاف والمقدسات الإسلامية في الأردن.

## أوسمة
في عام 2013 منحه الرئيس الفلسطيني محمود عباس وسام نجمة الشرف من الدرجة العليا تقديراً لدوره الوطني في جميع مراحل الثورة الفلسطينية.